# جوين (يونكس)
join هو أمر في أنظمة التشغيل يونكس و شبيه يونكس   التي تجمع بين السطور اثنين من فرز ملفات نصية على أساس وجود مشترك حقل (علم الحاسوب) . وهو مشابه لمشغل الصلة المستخدم في قواعد البيانات العلائقية ولكنه يعمل على ملفات نصية.

## نظرة عامة
يأخذ الأمر join كإدخال ملفين نصيين وعدد من الخيارات. إذا لم يتم تقديم واجهة سطر الأوامر ، فإن هذا الأمر يبحث عن زوج من الخطوط من الملفين اللذين لهما نفس الحقل الأول (سلسلة من الأحرف مختلفة عن الفضاء) ، ويخرج سطرًا يتكون من الحقل الأول متبوعًا بـ بقية الخطين.
تحدد وسيطات البرنامج رمز (حوسبة) الذي سيتم استخدامه بدلاً من المساحة لفصل حقول الخط ، والحقل الذي يجب استخدامه عند البحث عن خطوط مطابقة ، وما إذا كان سيتم إخراج الخطوط غير المطابقة. يمكن تخزين الإخراج في ملف آخر بدلاً من الطباعة باستخدام إعادة التوجيه .
على سبيل المثال ، يسرد الملفان التاليان الآباء المعروفين وأمهات بعض الأشخاص. تم فرز كلا الملفين في حقل الصلة - وهذا أحد متطلبات البرنامج. 
```
george
 
jim
kumar
 
gunaware

```

```
albert
 
martha
george
 
sophie

```

سينتج عن ربط هذين الملفين (بدون وسيطة): 
```
george
 
jim
 
sophie

```

في الواقع ، فقط "george" هو شائع أو المتشابهة ككلمة أولى من كلا الملفين.

## التاريخ
إصدار join المجمعة في GNU أدوات جنو الأساسية كتبه مايك Haertel.